# Taavi Rand
Taavi Rand (* 17. Juli 1992 in Tallinn, Estland) ist ein estnischer Eistänzer. Er startet zusammen mit seiner Partnerin Irina Štork für den FSC Jääkild Tallinn. 2010 gewann das Paar erstmals die Goldmedaille bei der estnischen Meisterschaft. Rands älterer Bruder Kristian ist ebenfalls Eistänzer und gewann mit seiner Partnern Grethe Grünberg die Silbermedaille bei der Juniorenweltmeisterschaft 2007.

## Sportliche Karriere
Mit Irina Štork gewann Rand schon im Alter von 12 Jahren die Bronzemedaille bei der estnischen Meisterschaft 2005. 2007 und 2008 konnte das Paar die Goldmedaille bei den nationalen Juniorenmeisterschaften gewinnen. Bei der Eiskunstlauf-Juniorenweltmeisterschaft belegten sie sowohl 2007 als auch 2008 den 22. Platz. 2007 erreichten sie bei den Junioren Grand Prix Wettkämpfen in Wien und Tallinn jeweils den zehnten Platz. In der Saison 2008/09 trennte sich das Paar vorübergehend. In der folgenden Saison kehrten sie zurück und gewannen die estnischen Meisterschaften der Senioren. Da das erfolgreichere estnische Eistanzpaar Caitlin Mallory/Kristian Rand aufgrund der fehlenden estnischen Staatsbürgerschaft Mallorys nicht an Olympischen Spielen teilnahmen kann, wurden Štork/Rand für die Olympischen Winterspiele 2010 in Vancouver nominiert.

## Erfolge und Ergebnisse mit Irina Štork
| Wettbewerb/Saison            | 2004/05 | 2005/06 | 2006/07 | 2007/08 | 2009/10 | 2010/11 | 2011/12 |
| ---------------------------- | ------- | ------- | ------- | ------- | ------- | ------- | ------- |
| Olympische Winterspiele      | –       | –       | –       | –       | 23      | -       | -       |
| Weltmeisterschaften          | –       | –       | –       | -       | -       | -       | 22      |
| Europameisterschaften        | –       | –       | -       | –       | -       | 21      | 14      |
| Junioren-Weltmeisterschaften | –       | -       | 22      | 22      | -       | 10      | 11      |
| Estnische Meisterschaften    | 3       | 3       | 1 J.    | 1 J.    | 1       | 1       | 1       |

J = Junioren

## Sonstiges
Rand wird unter anderem von seiner Mutter Lea Rand trainiert.